# Lonchaea ignicornis
Lonchaea ignicornis är en tvåvingeart som beskrevs av Mcalpine 1964. Lonchaea ignicornis ingår i släktet Lonchaea och familjen stjärtflugor.
Artens utbredningsområde är North Carolina. Inga underarter finns listade i Catalogue of Life.